# Gwynedd (comté préservé)
Pour les articles homonymes, voir Gwynedd (homonymie).
Ne doit pas être confondu avec le comté du Gwynedd, une zone principale en vigueur depuis le 1er avril 1996.
Le Gwynedd est un comté préservé du pays de Galles.
Érigé en zone de gouvernement local le 1er avril 1974 par le Local Government Act 1972, il conserve ce statut jusqu’au 31 mars 1996, date de son abolition par le Local Government (Wales) Act 1994. Toutefois, doté du statut de comté préservé depuis le 1er avril 1996 au sens de cette même loi, il garde un rôle essentiellement cérémoniel en tant que shrievalty et zone de lieutenance.

## Géographie

### Situation administrative
Le comté préservé du Gwynedd est situé au nord-ouest du pays de Galles.
Depuis le 2 avril 2003, il comprend les zones principales des comtés de l’Isle of Anglesey et du Gwynedd. Il couvre aussi les comtés historiques — en vigueur entre 1889 et 1974 — de l’Anglesey, de Caernarvon, et pour parties, ceux de Denbigh et de Merioneth.

### Territoires limitrophes
| Baie de Cardigan | Mer d’Irlande    | Clwyd |
| Baie de Cardigan | comté du Gwynedd | Clwyd |
| Baie de Cardigan | Dyfed            | Powys |

## Toponymie
Le comté tient son appellation du royaume de Gwynedd.

## Histoire

### Zone de gouvernement local (1974-1996)
Le comté du Gwynedd est une zone de gouvernement local créée au 1er avril 1974 par le Local Government Act 1972 en tant que zone de gouvernement local de niveau supérieur à partir des comtés administratifs d’Anglesey et de Caernarvon, ainsi que, de façon partielle, ceux de Denbigh — le district urbain de Llanrwst, une partie du district rural d’Aled et une partie de celui de Hiraethog — et de Merioneth — le district rural d’Edeyrnion. D’après la loi, elle détient une assemblée délibérante dénommée conseil principal.
Son territoire comprend cinq zones de gouvernement local de niveau inférieur, dites « districts », définies à partir des territoires existants au moment de la publication du Local Government Act 1972 et dont les noms sont rendus officiels par le Districts in Wales (Names) Order 1973 : Aberconwy, Arfon, Dwyfor, Meirionnydd et Ynys Môn ou Isle of Anglesey,.

### Comté préservé (depuis 1996)
En raison d’une réorganisation des zones de gouvernement local, le comté du Gwynedd est aboli au 31 mars 1996 d’après le Local Government (Wales) Act 1994, mais conserve une existence juridique en tant que comté préservé pour certaines fins. À ce titre, les limites du comté préservé du Gwynedd sont les mêmes que celles définies par le Local Government Act 1972.
En novembre 2002, la Commission du tracé des limites de gouvernement local pour le pays de Galles présente un rapport, Review of Preserved County Boundaries, dans lequel elle suggère trois recommandations quant à la modification de limites de comtés préservés. À partir des conclusions du rapport, l’assemblée nationale pour le pays de Galles adopte le 1er avril 2003 un décret, le Preserved Counties (Amendment to Boundaries) (Wales) Order 2003, entré en vigueur le lendemain. Depuis lors, le comté préservé du Gwynedd est défini à partir des zones principales que sont le comté de l’Isle of Anglesey et celui du Gwynedd.

## Administration

### Conseil
Comme prévu par la loi de 1972, le comté est administré par un « conseil principal » appelé le Gwynedd County Council. Dirigé par un président et un vice-président, il se compose de conseillers élus pour un mandat de 4 ans.
Des élections du conseil de comté se tiennent en 1973, en 1977, en 1981, en 1985, en 1989 et en 1993. Pour celles-ci, le territoire est divisé à partir de 1973 en 64 circonscriptions électorales, puis à partir de 1989 en 62 circonscriptions électorales.

### Postes cérémoniels
Depuis 1974, deux postes honorifiques relèvent du Gwynedd : le lord-lieutenant et le haut-shérif.